# 中山与志夫
中山 与志夫（なかやま よしお、1911年12月9日 - 2001年1月10日）は日本の政治家、書家。塩野町村長（2期）、新潟県議（1期）を経て朝日村長（10期）を務めた。雅号は竹径。

## 経歴
1911年12月9日、新潟県に生まれる。1933年、国学院大学附属高等師範部卒業。1934年、新潟県立村上中学校（現新潟県立村上高等学校）教諭となる。1939年、同校を退職して大阪府立豊中高等女学校（現大阪府立桜塚高等学校）教諭となる。1945年、同校を退職した。1946年、塩野町村長となり2期務める。1951年、任期満了で同村長を退任し、新潟県議会議員となって1期務めた。1955年、任期満了で県議を退任し、新潟県立村上高等学校教諭となる。1958年、同校を退職し、朝日村長に初当選する。4期務めて、1974年の任期満了をもって同村長を一旦退任する。1978年、5選を果たして同村長に返り咲いた。

### 1998年朝日村長選挙
1998年10月25日、新人を破って10選を果たした。
※当日有権者数：10,153人 最終投票率：91.72%（前回比：-pts）
| 候補者名   | 年齢 | 所属党派 | 新旧別 | 得票数  | 得票率 | 推薦・支持 |
| ---------- | ---- | -------- | ------ | ------- | ------ | ---------- |
| 中山与志夫 | 86   | 無所属   | 現     | 4,709票 | 51.1%  | -          |
| 清野征郎   | 57   | 無所属   | 新     | 4,507票 | 48.9%  | -          |

2000年10月、左大腿骨を骨折して入院した。その後、持病の腸閉塞を発症した。そして肺炎を併発し、2001年1月10日、急性肺炎のため村上総合病院で在職中のまま死去した。死去した時、全国最年長の首長であった。

## ニイガタ首長国連邦
1984年1月17日、中山が県内6町村に呼び掛けて作った。自らは「ニイガタ首長国連邦」代表となった。参加したのは朝日村のほか、黒川村、笹神村、大和町、津南町、牧村で、それぞれが首長国となって結束して連邦制をしいた。入国するには手続き料が必要で、5000円を支払う。一度支払うと3年間有効である。また、各国ごとにコースが用意されており、1コース15000円を支払うと国民として登録される。登録されるとパスポートとビザがもらえ、会報や6町村の広報紙が定期的に送付される。また、国民向けにコシヒカリの無料引換券や温泉旅館の宿泊割引券、スキーリフトの無料引換券、祭りの招待券のプレゼントが用意されていた。コースは全部で20用意された。内訳は「田舎の味覚満喫の特産品」が5つ、「田舎で遊びまくれる観光コース」が4つ、「どちらも楽しめる欲張りな観光と特産品コース」が11用意されていた。その後、1986年に両津市と聖籠町が参加した。

## 書家として
国学院大学附属高等師範部在学中に、高塚竹堂に巡い書の道に進んだ。万葉仮名を得意として「竹径（ちくけい）」の雅号を用いた。1984年、85年に銀座三越で書作展を、1994年に日本橋三越で個展を開催した。また、1999年から2001年まで書道同文会会長も務めた。

## 人物
- 地元に伝わる郷土芸能である「大須戸能」に私財を投じて守った[5]。この功績が評価されて1994年度吉川英治文化賞を受賞した[1][2][3][4][5]。

## 栄典
- 没後 - 正五位[10]
- 没後 - 勲三等瑞宝章[10]